# Tautograma
Tautograma (grego: tauto gramma, "mesma letra") É um texto no qual todas as palavras começam com a mesma letra. Historicamente, os tautogramas eram na sua maioria formas poéticas.
O poeta Kleber Versares faz uma junção entre tautograma e acróstico em "Tautograma acróstico de novela" 